# Thaumatogelis anticecinctus
Thaumatogelis anticecinctus är en stekelart som först beskrevs av Gabriel Strobl 1901.  Thaumatogelis anticecinctus ingår i släktet Thaumatogelis och familjen brokparasitsteklar. Inga underarter finns listade i Catalogue of Life.